# Silvia Rosa-Brusin
Silvia Rosa-Brusin (Torino, 14 febbraio 1956) è una giornalista e conduttrice televisiva italiana.
Ha lavorato per la Rai.

## Biografia
È nata e vive a Torino. Qui frequenta il liceo classico e successivamente si iscrive alla Facoltà di Lettere con indirizzo in storia dell'arte.
È giornalista professionista dal 1985.

## Carriera
La sua carriera giornalistica inizia per puro caso, come da lei stessa dichiarato in una intervista: "Iniziai a lavorare per mantenermi all'università . Dovevo “riempire i buchi” tra un programma e l'altro a Tele Torino International, la tv privata della Fiat. Ho iniziato a fare la giornalista, senza saperlo", e prosegue non secondo il percorso tradizionale, dalla carta stampata alla televisione, ma in maniera inversa. All'inizio degli anni ottanta conduce per Tele Torino International un quotidiano d'informazione, Informasera. In seguito collaborerà con alcune importanti testate giornalistiche come la Gazzetta del Popolo e il più famoso quotidiano torinese, prima alla Stampa Sera e successivamente a La Stampa.
Ma è col ritorno alla televisione che scopre la sua vera vocazione: "Spiegare la scienza al grande pubblico, trasformare in notizia ciò che succede nei laboratori e nei centri di ricerca di tutto il mondo".

## Il tg della scienza
Nel dicembre del 1992 nella sede Rai di Torino prese vita il TGR Leonardo - chiamato così in onore del genio di Vinci - il primo programma in Europa di informazione quotidiana, interamente dedicato alla scienza, che ancora oggi vanta un buon numero di estimatori. Il coraggioso esperimento mostrò l'interesse del pubblico nei confronti della cultura scientifica e l'inatteso successo convinse anche le redazioni delle testate nazionali della Rai ad inserire in scaletta servizi di carattere scientifico. Silvia Rosa-Brusin seguì il progetto fin dai suoi primi passi diventando un punto di riferimento per i numerosi appassionati e per i colleghi. Non meno apprezzamenti ha riscosso dalla comunità scientifica che ha trovato in Silvia Rosa-Brusin un valido collaboratore a cui affidare il compito di fare da tramite con il pubblico.

## L'asteroide
A riconoscimento della sua attività di diffusione della scienza, e in particolare dell'astronomia e dell'astronautica, l'Unione Astronomica Internazionale ha battezzato con il suo nome l'asteroide numero 7396, scoperto nel 1986: 7396 Rosa-Brusin

## Leonardo Da Vinci su Marte
Il 2 maggio 2011 in occasione di una sua visita a Torino, Charles Elachi, direttore del Jet Propulsion Laboratory della NASA di Pasadena, fu invitato a visitare la biblioteca Reale nel cui caveau è conservato l'autoritratto di Leonardo Da Vinci e il suo altrettanto noto Codice del volo, il documento più importante nella storia della scienza e soprattutto quello che ha posto le basi delle più moderne tecniche di volo. Il JPL stava lavorando in quel periodo alla realizzazione di Curiosity, un rover che avrebbe esplorato Marte in cerca di tracce della presenza di acqua. Fu di Silvia Rosa-Brusin l'idea di chiedere al direttore se fosse possibile far volare Leonardo Da Vinci su Marte. Charles Elachi si dimostrò subito entusiasta dell'idea e così ad una richiesta formale dell'Agenzia Spaziale Italiana di trasportare un pezzo di Italia nella pancia di Curiosity rispose di sì. Il codice del volo e l'autoritratto di Leonardo furono digitalizzati e caricati a bordo del rover che dopo nove mesi di viaggio toccò il suolo marziano. Intervistata da diversi blogger e quotidiani la giornalista ha dichiarato: "Sono davvero commossa che un'idea nata da una trasmissione televisiva (è la prima volta che succede al mondo) sia riuscita a portare su un altro pianeta uno dei più importanti simboli della scienza e della cultura dell'umanità. In più, è il Leonardo di Torino, e questo mi rende ancora più felice"

## Attività varie
Ha partecipato in qualità di moderatrice, esperta scientifica, o semplice opinionista a numerosi dibattiti, programmi televisivi, incontri, conferenze a tema scientifico sia in Italia che all'estero.